# Tubas (gouvernement)
Het gouvernement Tubas Gouvernement (Arabisch: محافظة طوباس, Ţūbās) is een van de zestien administratieve gouvernementen waarin de Palestijnse Autoriteit is opgedeeld. Het is gelegen in het noordoosten van de Westbank. De hoofdstad van het gebied is de stad Tubas.

## Kernen

### Steden
- Tubas (16.154 inw.)

### Gemeenten
- Tammun (10.795 inw.)
- 'Aqqaba (6548 inw.)

### Dorpen
- Wadi al-Far'a (2730 inw.)
- Tayasir (2489 inw.)
- Bardala (1637 inw.)
- Ein al-Beida (1163 inw.)

### Vluchtelingenkamp
- El Far'a Camp (5712 inw.)

Westelijke Jordaanoever:
Bethlehem · Hebron · Jenin · Jeruzalem · Jericho · Nablus · Tubas · Tulkarm · Qalqilya · Ramallah & Al-Bireh · Salfit

Gazastrook:
Deir el-Balah · Gaza · Khan Yunis · Noord-Gaza · Rafah